# Mierzączka Duża
Mierzączka Duża – wieś w Polsce położona w województwie łódzkim, w powiecie pabianickim, w gminie Dłutów.
Prywatna wieś duchowna Wola Sulątkowska położona była w drugiej połowie XVI wieku w powiecie szadkowskim województwa sieradzkiego, własność krakowskiej kapituły katedralnej. W latach 1954–1958 wieś należała i była siedzibą władz gromady Mierzączka Duża, po jej zniesieniu w gromadzie Dłutów. W latach 1975–1998 miejscowość położona była w województwie piotrkowskim.
W czasie II wojny światowej nad Mierzączką Dużą toczyły się walki między lotnictwem niemieckim a polskimi samolotami startującymi z lotniska w Łasku. Polegli piloci pochowani są na cmentarzu w Dłutowie.